# Karatin Saghir
Karatin Saghir (tiếng Ả Rập: كراتين صغير) là một ngôi làng Syria nằm ở Sinjar Nahiyah ở huyện Maarrat al-Nu'man, Idlib. Theo Cục Thống kê Trung ương Syria (CBS), Karatin Saghir có dân số 714 trong cuộc điều tra dân số năm 2004.